# Balkan-Romani
Balkan-Romani is een Indische taal van de Roma en een variant van de taal Romani die wordt gesproken in Servië, Montenegro en andere landen.
Arlija en Dzambazi horen tot de sprekers van het Balkan-Romani. Het aantal Balkan-Romani sprekers is circa 500.000.
Bij ISO/DIS 639-3 is de code rmn.